# Pittosporum illicioides
Pittosporum illicioides là một loài thực vật có hoa trong họ Pittosporaceae. Loài này được Makino miêu tả khoa học đầu tiên năm 1900.